# Opatovice (Olomouc)
Opatovice (in tedesco Opatowitz) è un comune della Repubblica Ceca facente parte del distretto di Přerov, nella regione di Olomouc.